# Alfred Wais
Alfred Wais (* 2. August 1905 in Birkach bei Stuttgart; † 29. Februar 1988 in Stuttgart) war Maler, Grafiker und Mitglied der Stuttgarter Neuen Sezession. Er war ein enger Freund des Architekten Ottmar Besenfelder. 

## Leben
Nach einer Lehrerausbildung in Kirchheim/Teck und Backnang begann er das Studium der Bildhauerei bei Ulfert Janssen an der Technischen Hochschule Stuttgart. Ab 1927 studierte er dann an der Akademie der Bildenden Künste Stuttgart. Während des Studiums nahm er Kontakt zu den Mitgliedern der Stuttgarter Neuen Sezession auf, an deren Ausstellungen er 1932 das erste Mal teilnahm. Sein Leben als Kunsterzieher wurde durch Krieg und Gefangenschaft unterbrochen, aus der er 1946 zurückkehrte. Seit 1944 lebte die Familie kriegsbedingt in Blaubeuren.
Nach seiner Rückkehr fasste er den Entschluss, freischaffender Künstler zu werden. 1952 initiierte er die Freie Gruppe schwäbischer Maler und Bildhauer als Nachfolgeorganisation der Neuen Sezession. 1959 zog die Familie in das neu erbaute Atelierhaus nach Stuttgart. 1980 wurde er zum Professor ernannt. Günther Wirth rechnet sein Werk, „das von den Polen Impressionismus und Expressionismus berührt wird“ und Ölbilder, Aquarelle, Lithografien und Radierungen umfasst, dem expressiven Realismus zu.
Er ist der Vater von Edgar Wais, der Henninger-Schülerin und Kunsterzieherin Marie-Luise Wais, André Wais sowie Paul Wais.